# 流型图

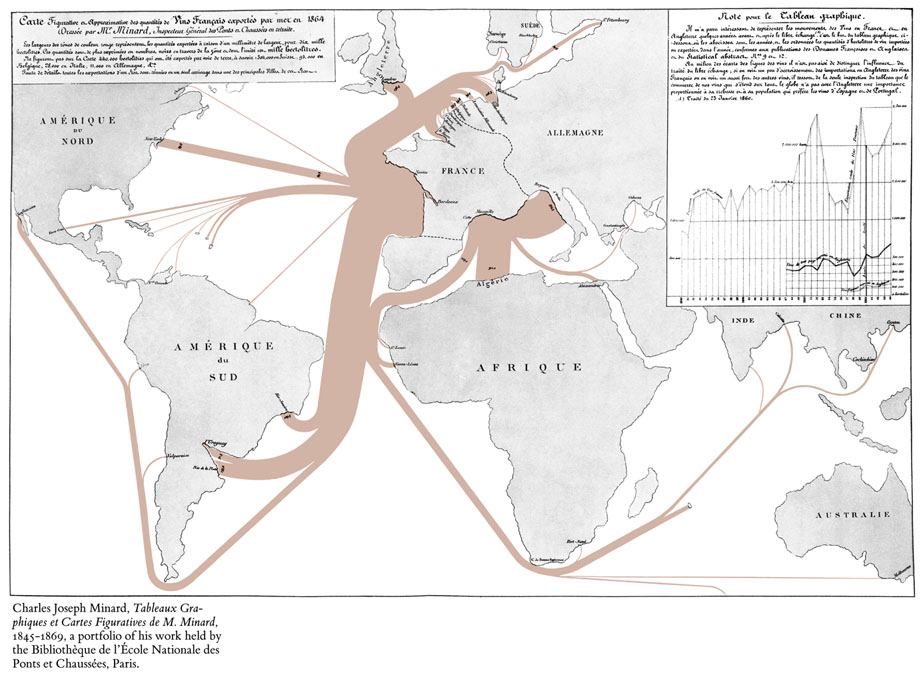
Charles Joseph Minard的1864年法国酒品出口地图

流型图在地图学中是地图和流程图的混合体，用来表示对象从一地运动到另外一地，比如迁徙中人口的数目、货物交换的数量，或是网络中数据分组的数量。